# Ousmane Dabo
Pour les articles homonymes, voir Dabo (homonymie).
Ousmane Dabo, né le 8 février 1977 à Laval (Mayenne), est un footballeur professionnel français qui a évolué au poste de milieu de terrain entre 1995 et 2011.

## Biographie

### Origines familiales
Né à Laval, El Hadji Ousmane Dabo est le fils de Moussa Dabo, footballeur international sénégalais qui fut avant-centre du Stade lavallois dans les années 1960. Sa mère est mayennaise.

### Carrière en club

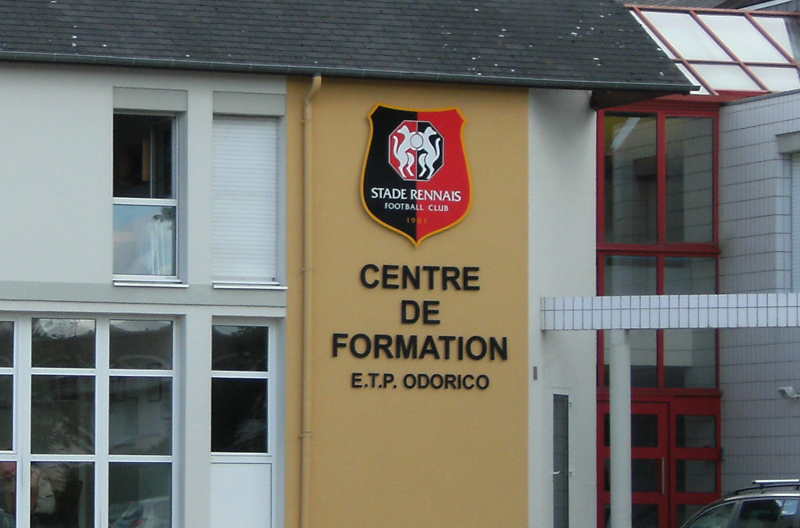
Ousmane Dabo est formé au Stade rennais à partir de 1990.

Ousmane Dabo est préformé au Stade lavallois avant d'être repéré par Patrick Rampillon, directeur du centre de formation du Stade rennais. En 1991, il remporte la Coupe nationale des minimes avec la sélection de la Ligue de Bretagne. La finale se déroule au Stade Vélodrome, devant 30 000 personnes. De 1993 à 1995 il est sous contrat aspirant. C'est avec les Rouge et Noir qu'il fait ses débuts en D1, lancé à l'âge de 18 ans par Michel Le Milinaire durant la saison 1995-1996. En avril 1996 il est demi-finaliste de la Coupe Gambardella. En 1998, avec son coéquipier Mikaël Silvestre, il refuse de signer son premier contrat professionnel à Rennes et pour cause : ils viennent de passer trois années et un total de près de cent matchs de l'élite sous statut de stagiaire, une pratique courante à l'époque. Ils sont tous deux recrutés par l'Inter Milan. Ces départs désormais rendus possibles par l’arrêt Bosman provoquent une vive polémique dans le milieu du football. Devant les protestations du Stade rennais, la FIFA demande au club italien de verser une « indemnité de formation » de 4,27 millions d'euros par joueur.
Le jeune milieu de terrain dispute quelques matches dans le Calcio avec son nouveau club, mais ne peut prétendre à une place de titulaire ; il est alors prêté à Vicence en janvier 1999. Dabo est transféré à Parme en janvier 2000, et prêté à l'AS Monaco, puis de nouveau à Vicence. Il signe à l'Atalanta Bergame en 2001, y passe deux saisons et s'impose comme titulaire. Le club lombard est relégué en Série B à l'issue de la saison 2002-2003, Dabo est alors recruté par la Lazio de Rome. Après avoir subi plusieurs blessures durant sa première saison, il s'impose dans le club romain.
Arrivé au terme de son contrat, il accepte une offre de Manchester City. Agressé par son coéquipier Joey Barton lors d'un entraînement, il est conduit à l'hôpital. Le joueur français porte plainte en mai 2007. Barton est suspendu par son club ; il plaide coupable et est condamné par la justice britannique en juillet 2008. Ousmane Dabo retourne à la Lazio en janvier 2008 où il donne la victoire en finale de Coupe d'Italie en mai 2009 contre la Sampdoria Gênes en marquant le dernier tir au but pour la Lazio, à l'issue d'une finale très disputée. Il gagne ensuite la Supercoupe d'Italie contre l'Inter Milan de Mourinho en aout 2009.
Il s'engage en février 2011 en faveur des New England Revolution, une franchise américaine située près de Boston et y termine sa carrière en juillet 2011.

### Carrière en sélection
Ousmane Dabo est sélectionné en équipe de France espoirs par Raymond Domenech. Il remporte le Tournoi de Toulon en 1997 et en est finaliste en 1998, puis il participe aux éliminatoires du championnat d'Europe espoirs 2000.
En 2000-2001, Ousmane Dabo dispute deux matches avec l'équipe de France A' dirigée par Guy Stéphan. 
Il est appelé en équipe de France par Jacques Santini pour disputer la Coupe des confédérations 2003. Le joueur se dit ravi de sa sélection, alors qu'il évolue dans un club luttant pour le maintien, et déclare profiter des absences d'autres milieux de terrain, tels Emmanuel Petit, Patrick Vieira et Claude Makelele. Durant le tournoi, il participe aux matches opposant la France au Japon et à la Nouvelle-Zélande. Dabo est de nouveau appelé en août 2003, à l'occasion d'un match amical face à la Suisse puis face à Israël en septembre. Le 13 mai 2004 il est convoqué dans une liste de 31 joueurs pour un stage à Clairefontaine en vue de l'Euro 2004 mais n'est pas retenu dans la liste finale de 23 joueurs. Placé dans une liste de dix réservistes, il repartira à Rome le 19 mai. 
Il est le seul Mayennais à avoir porté les couleurs de l'équipe de France A. 

### Reconversion
Sa carrière de joueur terminée, il s'occupe de son école de football au Sénégal et revient vivre en Mayenne en 2021. Il est aujourd'hui directeur sportif au Stade Levallois.

## Statistiques

### Générales
| Saison                | Club                   | Championnat           | Championnat | Championnat | Coupe(s) nationale(s) | Coupe(s) nationale(s) | Supercoupe | Supercoupe | Compétition(s) continentale(s) | Compétition(s) continentale(s) | Compétition(s) continentale(s) | France | France | Total | Total |
| Saison                | Club                   | Division              | M.          | B.          | M.                    | B.                    | M.         | B.         | Comp.                          | M.                             | B.                             | M.     | B.     | M.    | B.    |
| 1995-1996             | Stade rennais FC       | Division 1            | 5           | 0           | 2                     | 0                     | -          | -          | -                              | -                              | -                              | -      | -      | 7     | 0     |
| 1996-1997             | Stade rennais FC       | Division 1            | 24          | 1           | -                     | -                     | -          | -          | C4                             | 2                              | 0                              | -      | -      | 26    | 1     |
| 1997-1998             | Stade rennais FC       | Division 1            | 12          | 1           | 1                     | 0                     | -          | -          | -                              | -                              | -                              | -      | -      | 13    | 1     |
| Sous-total            | Sous-total             | Sous-total            | 41          | 2           | 3                     | 0                     | -          | -          | -                              | 2                              | 0                              | -      | -      | 46    | 2     |
| 1998-1999             | Inter Milan            | Serie A               | 5           | 0           | 3                     | 0                     | -          | -          | -                              | -                              | -                              | -      | -      | 8     | 0     |
| 1998-1999             | Vicence (prêt)         | Serie A               | 13          | 0           | -                     | -                     | -          | -          | -                              | -                              | -                              | -      | -      | 13    | 0     |
| 1999-2000             | Inter Milan            | Serie A               | 8           | 0           | 2                     | 0                     | -          | -          | -                              | -                              | -                              | -      | -      | 10    | 0     |
| Sous-total            | Sous-total             | Sous-total            | 13          | 0           | 5                     | 0                     | -          | -          | -                              | -                              | -                              | -      | -      | 18    | 0     |
| 1999-2000             | Parme FC               | Serie A               | 17          | 0           | -                     | -                     | -          | -          | C3                             | 1                              | 0                              | -      | -      | 18    | 0     |
| 2000-2001             | AS Monaco (prêt)       | Division 1            | 16          | 0           | 2                     | 1                     | -          | -          | C1                             | 4                              | 0                              | -      | -      | 22    | 1     |
| 2000-2001             | Vicence (prêt)         | Serie A               | 17          | 1           | -                     | -                     | -          | -          | -                              | -                              | -                              | -      | -      | 17    | 1     |
| 2001-2002             | Atalanta Bergame       | Serie A               | 21          | 0           | 3                     | 0                     | -          | -          | -                              | -                              | -                              | -      | -      | 24    | 0     |
| 2002-2003             | Atalanta Bergame       | Serie A               | 33          | 4           | 1                     | 0                     | -          | -          | -                              | -                              | -                              | 3      | 0      | 37    | 4     |
| Sous-total            | Sous-total             | Sous-total            | 54          | 4           | 4                     | 0                     | -          | -          | -                              | -                              | -                              | 3      | 0      | 61    | 4     |
| 2003-2004             | Lazio Rome             | Serie A               | 19          | 0           | 4                     | 0                     | -          | -          | C1                             | 1                              | 0                              | -      | -      | 24    | 0     |
| 2004-2005             | Lazio Rome             | Serie A               | 29          | 1           | 2                     | 0                     | 1          | 0          | C3                             | 6                              | 0                              | -      | -      | 38    | 1     |
| 2005-2006             | Lazio Rome             | Serie A               | 31          | 2           | 4                     | 0                     | -          | -          | -                              | -                              | -                              | -      | -      | 35    | 2     |
| Sous-total            | Sous-total             | Sous-total            | 79          | 3           | 10                    | 0                     | 1          | 0          | -                              | 7                              | 0                              | -      | -      | 97    | 3     |
| 2006-2007             | Manchester City        | Premier League        | 13          | 0           | 4                     | 0                     | -          | -          | -                              | -                              | -                              | -      | -      | 17    | 0     |
| 2007-2008             | Manchester City        | Premier League        | -           | -           | 1                     | 0                     | -          | -          | -                              | -                              | -                              | -      | -      | 1     | 0     |
| Sous-total            | Sous-total             | Sous-total            | 13          | 0           | 5                     | 0                     | -          | -          | -                              | -                              | -                              | -      | -      | 18    | 0     |
| 2007-2008             | Lazio Rome             | Serie A               | 13          | 0           | 2                     | 0                     | -          | -          | -                              | -                              | -                              | -      | -      | 15    | 0     |
| 2008-2009             | Lazio Rome             | Serie A               | 21          | 1           | 5                     | 0                     | -          | -          | -                              | -                              | -                              | -      | -      | 26    | 1     |
| 2009-2010             | Lazio Rome             | Serie A               | 12          | 0           | 2                     | 0                     | 1          | 0          | C1                             | 3                              | 0                              | -      | -      | 18    | 0     |
| Sous-total            | Sous-total             | Sous-total            | 46          | 1           | 9                     | 0                     | 1          | 0          | -                              | 3                              | 0                              | -      | -      | 59    | 1     |
| 2011                  | New England Revolution | Major League Soccer   | 3           | 0           | -                     | -                     | -          | -          | -                              | -                              | -                              | -      | -      | 3     | 0     |
| Total sur la carrière | Total sur la carrière  | Total sur la carrière | 312         | 11          | 38                    | 1                     | 2          | 0          | -                              | 17                             | 0                              | 3      | 0      | 372   | 12    |

### Matchs internationaux
| Matches internationaux d'Ousmane Dabo | Matches internationaux d'Ousmane Dabo | Matches internationaux d'Ousmane Dabo          | Matches internationaux d'Ousmane Dabo | Matches internationaux d'Ousmane Dabo | Matches internationaux d'Ousmane Dabo            | Matches internationaux d'Ousmane Dabo                       |
| #                                     | Date                                  | Lieu                                           | Adversaire                            | Résultat                              | Compétition                                      | Notes                                                       |
| ------------------------------------- | ------------------------------------- | ---------------------------------------------- | ------------------------------------- | ------------------------------------- | ------------------------------------------------ | ----------------------------------------------------------- |
| 1                                     | 20 juin 2003                          | Stade Geoffroy-Guichard, Saint-Étienne, France | Japon                                 | V 2 - 1                               | Premier tour de la Coupe des confédérations 2003 | Titulaire.                                                  |
| 2                                     | 22 juin 2003                          | Stade de France, Saint-Denis, France           | Nouvelle-Zélande                      | V 5 - 0                               | Premier tour de la Coupe des confédérations 2003 | Entre en jeu à la place de Benoît Pedretti à la 68e minute. |
| 3                                     | 20 août 2003                          | Stade de Genève, Genève, Suisse                | Suisse                                | V 2 - 0                               | Match amical                                     | Entre en jeu à la place d'Olivier Dacourt à la 84e minute.  |

## Palmarès
- avec la SS Lazio :
  - Vainqueur de la Coupe d'Italie en 2004 et 2009
  - Vainqueur de la Supercoupe d'Italie en 2009
  - Finaliste de la Supercoupe d'Italie en 2004

- avec l'équipe de France :
  - Vainqueur de la Coupe des confédérations en 2003
  - Vainqueur du Tournoi Espoirs de Toulon en 1997